# Großes Haus (Augsburg)
Das Große Haus ist die Hauptspielstätte des Vierspartenhauses Staatstheater Augsburg.

## Geschichte des Großen Haus

### Vorgeschichte: Theater am Lauterlech
Vorgänger der heutigen Bühne war das städtische Theater am Lauterlech in der Jakobervorstadt, das ab 1777 bespielt wurde. Bei einem Brand am 22. März 1874, der den bedeutsamsten Theaterbränden des 19. Jahrhunderts zugerechnet wird, wurde diese Baulichkeit erheblich beschädigt. Der Magistrat der Stadt entschloss sich daher 1876 zu einem Neubau der Spielstätte an einer anderen Stelle.

### Errichtung 1877
Der Neubau, das „Große Haus“ als imposanter Blickfang am Nordende der Fuggerstraße wurde von den Wiener Architekten Ferdinand Fellner und Hermann Helmer im Stil der Neorenaissance entworfen und am 26. November 1877 mit Webers „Jubel-Ouvertüre“ und Beethovens „Fidelio“ eröffnet. Er bot 1400 Zuschauern Platz.

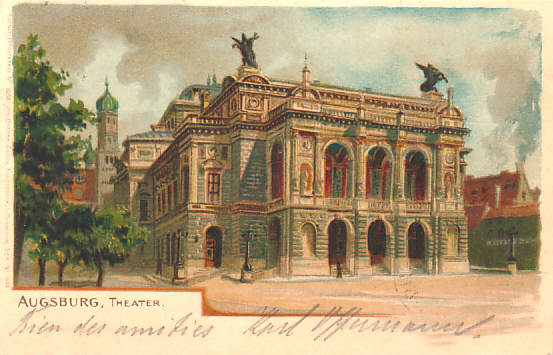
Ursprüngliches Stadttheater auf einer 1903 versandten Postkarte

Innen wie außen war der Bau reich mit ornamentaler und figuraler Malerei und Plastik ausgestattet. Durch eine Terrasse mit Freitreppe und einer halbkreisförmigen Balustrade wurde der Ort des Theaters städtebaulich hervorgehoben und eine festliche Eingangssituation geschaffen. Links und rechts war auf dem Dach jeweils ein Pegasus aufgesetzt. Im ersten Obergeschoss erhoben sich korinthische Säulen: Die drei großen Rundbogenöffnungen schlossen je eine Nische ein, von denen die linke die Statue Goethes, die rechte die Statue Schillers enthielt. Über den Standbildern prangten Reliefbilder von Mozart bzw. Beethoven. Über den Bögen waren Figuren angebracht, welche die Musik, die Komödie, die Tragödie usw. darstellten. Der Schnürboden war mit einem Haubendach überwölbt, das Zuschauerhaus und die Bühnennebenräume hatten Walmdächer. Durch das Hauptvestibül gelangte man in das Haupttreppenhaus, in welchem zwei aus Marmor gefertigte Aufgänge zu den Logen des ersten und zweiten Ranges führten. Die Decke des Zuschauerraumes war reich ornamentiert. Über dem Bühnenportal war die „Geburt der Schönheit“ von Franz Lefler zu erblicken. Allegorien der Tanzkunst, der Tragödie, der Poesie, des Epos, der Satire, der Rhetorik und der Musik folgten. Der Hauptvorhang zeigte Äsop, der Fabeln vorträgt.

### Umbau 1938/39 und Zerstörung
Im Dritten Reich besichtigte am 25. September 1935 Adolf Hitler die Innenarchitektur und das Bühnenhaus und initiierte einen Umbau des Theaters. Dieser steht im Zusammenhang mit Hitlers Plänen zur städtebaulichen Umgestaltung Augsburgs. Das Stadttheater sollte den nördlichen Abschluss einer Aufmarschallee entlang der Fugger- und Kaiserstraße (heute: Konrad-Adenauer-Allee) bilden, an deren südlichem Ende (Kaiserplatz, heute: Theodor-Heuss-Platz) ein neues Schauspielhaus errichtet werden sollte.
Hitler brachte dem Umbau des Großen Hauses reges Interesse entgegen. Nachdem die Umbaupläne 1936/37 ausgearbeitet waren, ordnete er am 15. November 1937 an, den Umbau in die Liste der vordringlichen Baumaßnahmen aufzunehmen, wodurch die Zuweisung wichtiger Baustoffe wie Stahl sichergestellt wurde. Am 22. November 1937 besuchte Hitler die Baustelle und regte dabei die Vergrößerung der Gesellschaftsräume vor dem Zuschauerhaus an, was den Ausbau des Vordergebäudes, die Vergrößerung des Portikus und die Erweiterung der Eingangsfront von drei auf fünf Achsen bedingte. Hitler beauftragte Paul Baumgarten, einen seiner Lieblingsarchitekten, mit der Anfertigung der Pläne. Er prüfte die Entwürfe Ende 1937/Anfang 1938 mehrmals gemeinsam mit Propagandaminister Joseph Goebbels und informierte sich am 18. November 1938 vor Ort persönlich vom Fortgang der Bauarbeiten. Anscheinend förderte Hitler diesen Teil des Umbaus auch finanziell. Die Wiedereröffnung des Stadttheaters fand am 24. Mai 1939 in Hitlers Beisein mit einer Festvorstellung von Richard Wagners „Lohengrin“ statt.
Während des Zweiten Weltkriegs wurde die etwa 800 Meter entfernt gelegene Synagoge als Requisitenlager verwendet.
Bei den Luftangriffen in der Nacht vom 25. auf den 26. Februar 1944 wurde das Augsburger Stadttheater schwer getroffen und brannte bis auf wenige Reste vollständig aus. Erhalten blieben lediglich die Außenmauern, Teile der inneren Gebäudestruktur sowie der Keller mit der Bühnentechnik.

### Wiederaufbau ab 1952
Nach Kriegsende begannen bereits kurze Zeit später die Wiederaufbauarbeiten am Stadttheater. Bis 1948 konnte das Gebäude, mit Ausnahme der Hauptspielfläche, wieder mit einem Dach versehen werden. Zwischen 1952 und 1956 erfolgte der Wiederaufbau – in deutlich vereinfachter Form. Die erhaltene Fassadenfront verlor dabei einen Großteil ihrer ornamentalen Gestaltung. Das Innere des Hauses wurde grundlegend neu konzipiert und erhielt eine zeittypische Gestaltung im Stil der 1950er-Jahre.
Die Kosten für den Wiederaufbau beliefen sich auf rund 8 Millionen DM (53.483.000 Euro). Einen wichtigen Beitrag zur Finanzierung leistete eine Tombola, veranstaltet vom neu gegründeten Verein der Freunde des Augsburger Stadttheaters, die einen Reingewinn von 450.000 DM (1.337.000 Euro) einbrachte. Zum Vergleich: Der Neubau des Stadttheaters im Jahr 1877 hatte „nur“ 1.350.000 Mark (ca. 12.165.000 Euro) gekostet.
Am 10. November 1956 feierte das Theater seine Wiedereröffnung mit Mozarts Oper Die Hochzeit des Figaro. Der neu gestaltete Zuschauerraum präsentierte sich dabei mit weit geschwungenen Rängen über dem Parkett und bot Platz für 1030 Besucher.

### Modernisierung ab 1989

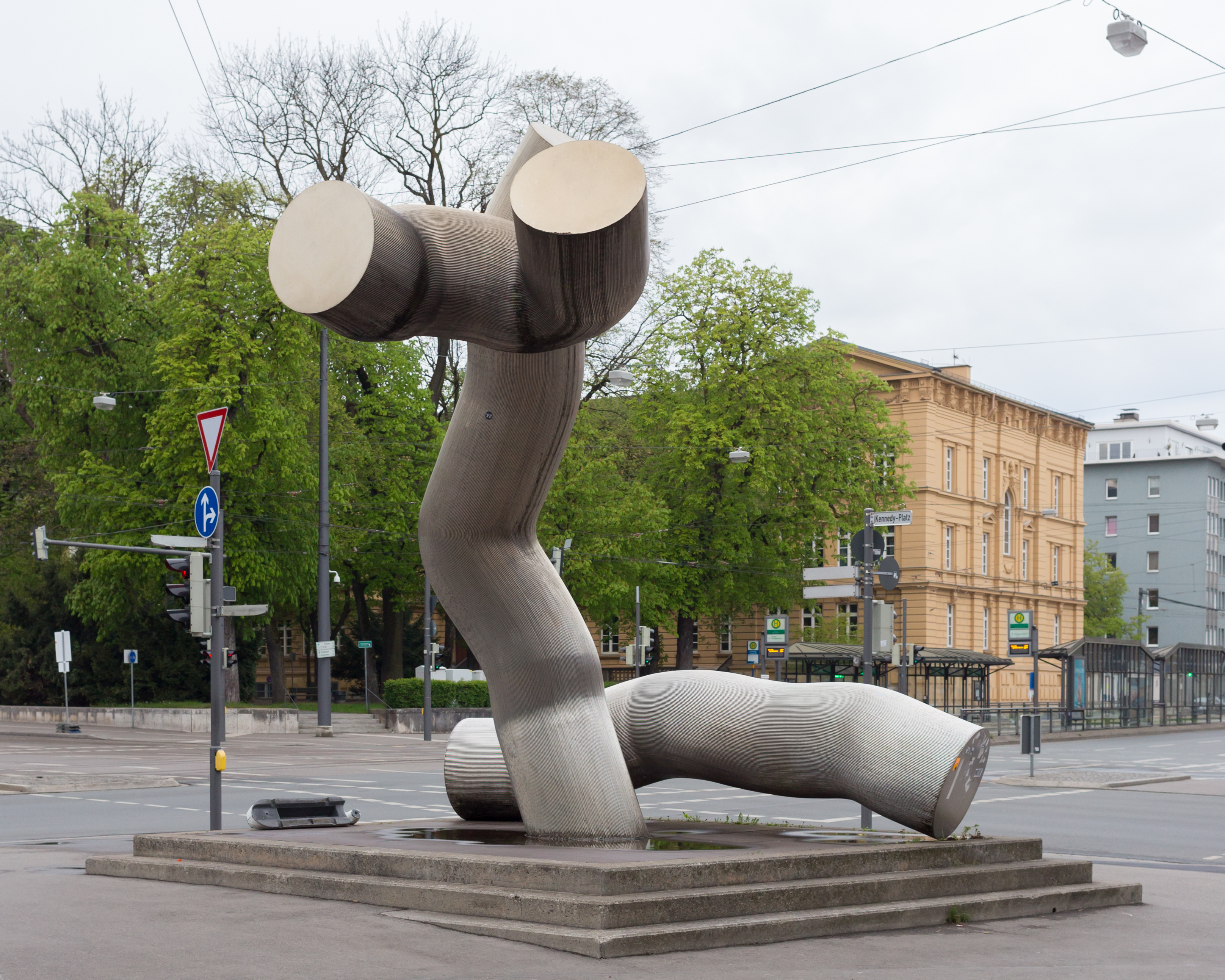
Plastik Ostern von Matschinsky-Denninghoff (hinten der Stadtpflegeranger und die St.-Anna-Grundschule)

1989 wurde die Bühnentechnik erneuert; 1990 wurde der Proszeniumsbereiches mit Orchestergraben und Portalzone umgebaut, die Untermaschinerie erneuert und einige Antriebe des Schnürbodens elektrisch ausgeführt. Der Platz vor dem Theater wird seit 1992 von der Plastik Ostern von Matschinsky-Denninghoff beherrscht.

### Generalsanierung ab 2012
675.000 Euro wurden 2012 in das Gebäude investiert, weil es nicht mehr den Sicherheitsbestimmungen entsprach. Im Zuge einer Gesamtsanierung ab dem Jahr 2014 war geplant, das Magazin abzureißen. Dies ist jedoch bis heute (Stand Mai 2016) nicht geschehen. Wegen Problemen beim Brandschutz wurde beschlossen, das Große Haus ab Ende der Spielzeit 2017 für eine umfassende Sanierung zu schließen. Am 20. Mai 2016 wurde jedoch bekannt, dass das Große Haus wegen neuentdeckter schwerer Brandschutzmängel bereits Ende Juni 2016 geschlossen werden muss.

## Bauensemble
Rund um den gegenüberliegenden Stadtpflegeranger, eine kleine Grünanlage mit altem Baumbestand an der Straße Am Alten Einlaß, bildet das Theatergebäude zusammen mit der „Stadtpflegeranger-Schule“ (St.-Anna-Grundschule), dem Gebäude der Staats- und Stadtbibliothek und dem Justizpalast ein eindrucksvolles Ensemble. Die vier Gebäude gehören zum Ensemble Fuggerstraße/Volkhartstraße/Schaezlerstraße, das als umfangreiches Bauensemble unter Denkmalschutz steht und in die Bayerische Denkmalliste eingetragen ist.